# Cypress Gardens
Cypress Gardens és una concentració de població designada pel cens dels Estats Units a l'estat de Florida. Segons el cens del 2000 tenia 8.844 habitants.

## Demografia
Segons el cens del 2000, Cypress Gardens tenia 8.844 habitants, 3.584 habitatges, i 2.630 famílies. La densitat de població era de 898,6 habitants per km².
Dels 3.584 habitatges en un 27,3% hi vivien nens de menys de 18 anys, en un 63,2% hi vivien parelles casades, en un 8% dones solteres, i en un 26,6% no eren unitats familiars. En el 23,1% dels habitatges hi vivien persones soles el 12,6% de les quals corresponia a persones de 65 anys o més que vivien soles. El nombre mitjà de persones vivint en cada habitatge era de 2,42 i el nombre mitjà de persones que vivien en cada família era de 2,84.
Per edats la població es repartia de la següent manera: un 21,5% tenia menys de 18 anys, un 5% entre 18 i 24, un 23,4% entre 25 i 44, un 26,8% de 45 a 60 i un 23,4% 65 anys o més.
L'edat mediana era de 45 anys. Per cada 100 dones de 18 o més anys hi havia 83,1 homes.
La renda mediana per habitatge era de 49.778 $ i la renda mediana per família de 57.387 $. Els homes tenien una renda mediana de 39.286 $ mentre que les dones 26.595 $. La renda per capita de la població era de 25.366 $. Entorn del 2,4% de les famílies i el 3,2% de la població estaven per davall del llindar de pobresa.

## Poblacions més properes
El següent diagrama mostra les poblacions més properes.